# Учител
Учител или преподавател е професия, упражнявана от хора, които преподават своите теоретични знания и практически умения на учениците. Те работят в сферата на образованието.

## Образование и квалификация
В различните страни съществуват известни различия към изискванията за учители, но в повечето от тях едно от условията е учителят да има завършено висше образование – поне бакалавър, като се предпочита магистърска степен. Освен висше образование по преподавания предмет много страни изискват допълнителна подготовка във формата на педагогически курсове.

## Видове
В зависимост от възрастовата група на учениците, учителите се делят на начални и гимназиални. Началните учители преподават всички предмети, докато гимназиалните учители преподават в специфична област – например физика, математика или биология.

## Методи на преподаване
- Активно обучение
- Електронно обучение
- Обучение в действие